# Königsee
Königsee est une ville de la République fédérale d'Allemagne, située dans le land de Thuringe et l'arrondissement de Saalfeld-Rudolstadt.

## Jumelage
- Ansião (Portugal)
- Erbach (Hesse) (Allemagne)
- Jičín (Tchéquie)
- Nagykanizsa (Hongrie)
- Le Pont-de-Beauvoisin (France)
- Pulheim (Allemagne)
- Hirson (France)